# Vitakrisaurus
Vitakrisaurus („ještěr z Vitakri“) byl rod malého teropodního dinosaura z kladu Ceratosauria (a pravděpodobně Abelisauroidea), žijícího na území dnešního Pákistánu v období pozdní křídy (geologický věk maastricht, asi před 70 miliony let).

## Popis a objev
Fosilie tohoto teropoda byly objeveny v sedimentech souvrství Pab (člen Vitakri) a mají podobu částečně dochované zadní končetiny s robustními falangy (články prstů). Celkovým tvarem se podobají kosterním částem nohy noasaurida rodu Velocisaurus, může se tedy rovněž jednat o zástupce této čeledi.
Holotyp nese katalogové označení MSM-303-2. Formálně byl typový druh Vitakrisaurus saraiki popsán pákistánským paleontologem a geologem Muhammadem Sadikem Malkanim v roce 2010. Rodové jméno odkazuje k sedimentům, ve kterých byl tento teropod objeven, druhové pak k etniku Saraiků, žijících na jihu Pákistánu. Některými paleontology je však tento druh považován za pochybné vědecké jméno (nomen dubium), podobně jako další Malkanim popsané druhy pákistánských dinosaurů.